# Tatort: Der sanfte Tod
Der sanfte Tod ist ein Fernsehfilm aus der Kriminalreihe Tatort der ARD, des SRF und des ORF. Der Film wurde für den Norddeutschen Rundfunk produziert und am 7. Dezember 2014 erstmals im Fernsehen ausgestrahlt. Es handelt sich um die 925. Tatort-Folge. Kriminalhauptkommissarin Charlotte Lindholm (Maria Furtwängler) bekommt es in ihrem 22. Fall mit einem der mächtigsten Fleisch-Fabrikanten (Heino Ferch) im sogenannten Schweinegürtel von Niedersachsen zu tun. Die Kommissarin des LKA Hannover ermittelt in der Welt der Mastställe und Fleischproduktion.

## Handlung
Nachdem der Fleischfabrikant Jan-Peter Landmann auf dem Weg nach Hause mit seinem Chauffeur Karl Ebert die Plätze getauscht hat, fällt ein Schuss, der den Fahrer auf dem Rücksitz tötet. Kriminalhauptkommissarin Charlotte Lindholm vom LKA Hannover wird zur Klärung des Falles hinzugezogen, da man davon ausgeht, dass der Mordanschlag Landmann galt. Lindholm zeigt sich nicht unbeeindruckt vom Charisma des Unternehmers, der Polizeischutz ablehnt. Kurz darauf lernt die Kommissarin Landmanns zaudernden Neffen Martin sowie Landmanns herrische Mutter Rita kennen. Als sie später mit dem Unternehmer im Auto unterwegs ist, löst sich eine Radmutter und das Auto gerät kurz darauf ins Schlingern, als das Rad sich zu lösen droht. Nur durch das geistesgegenwärtige Eingreifen Lindholms kommt das Fahrzeug schließlich auf einem Acker zum Stehen. Unmittelbar nach dem Unfall taucht Landmanns Sicherheitschef Clemens Müller auf, der, wie sich später herausstellt, ein vorbestrafter ehemaliger Rocker ist, von Landmann jedoch wie ein guter Freund behandelt wird.
Landmanns Neffe Martin legt der Kommissarin einen Stapel von Drohbriefen vor, die sein Onkel im vergangenen Jahr erhalten hat. Die Spur führt zu Schweinezüchter Janzen, der Lindholm gegenüber unumwunden zugibt, die Briefe an Landmann geschickt zu haben. Er habe Schweine mit besserem, aber teurerem Fleisch gezüchtet, das Landmann abgelehnt und dafür gesorgt habe, dass keine Schlachterei mehr ihm seine Tiere abgenommen habe. So musste er seine 500 Tiere auf eigene Kosten einschläfern lassen. Landmann, der ausschließlich Produkte aus Billigfleisch produziere, sei nicht beizukommen. Dies bestätigt auch die Lindholm zugeteilte Ortspolizistin Bär. Niemand trete Landmann entgegen, mit seinen ausgezeichneten Beziehungen bis in hohe politische Kreise konnte er beispielsweise mitten im Naturschutzgebiet eine Villa mit eigenem Hubschrauberlandeplatz bauen lassen.
Als Lindholm Landmann mit der kriminellen Vergangenheit seines Sicherheitschefs konfrontiert, macht dieser ihr Avancen und lädt sie zu einem anderntags stattfindenden Empfang anlässlich seines neuesten Produktes ein. Am nächsten Morgen sucht die Kommissarin die Mutter des erschossenen Karl Ebert im Krankenhaus auf, die hastig etwas vor ihr zu verbergen sucht. Es stellt sich heraus, dass Landmann ihr einen Scheck über 130.000 Euro ausgestellt hat. Für Lindholm sieht dies nach Schweigegeld aus, sie kann jedoch zunächst nichts Näheres in Erfahrung bringen.
Am Empfang bei Landmann nimmt auch Lindholms Vorgesetzter Herbert von Keller teil, der von dem Unternehmer offensichtlich recht angetan ist. Während der Feierlichkeiten wird ein Journalist, der sich in der Vergangenheit kritisch über den Unternehmer geäußert hatte, von Landmanns Sicherheitsleuten abgedrängt und misshandelt, was von der Kommissarin nicht unbemerkt bleibt. Sie lässt Clemens Müller daraufhin von ihrer Kollegin Bär festnehmen, die sich erst schwer mit dieser Aufgabe tut, dann aber über sich selbst hinauswächst. Schließlich meldet sich Frau Ebert bei Lindholm und gesteht, dass ihr Sohn von einem bulgarischen Arbeiter des Schlachthofs namens Beno vertrauliche Informationen über unlautere Machenschaften Landmanns erhalten habe. Lindholm versucht, den durch ein auffälliges Augenzwinkern erkennbaren Mann im Umfeld der bulgarischen Arbeiterschaft ausfindig zu machen, jedoch vergebens. Allerdings kann sie in der Wohnung Eberts ein Protokoll sicherstellen, in dem dieser ein Gespräch mit Landmann über dessen Geschäftsgebaren aufgezeichnet hatte. Daraus geht hervor, dass Ebert sich zunehmend mit Landmanns zynischer, menschenverachtender Art schwertat. Nun wird Landmanns Motiv offenbar, Ebert zu beseitigen und mit ihm die Plätze zu tauschen, um Eberts Tod so aussehen zu lassen, als habe der Anschlag ihm selbst gegolten.
Schließlich findet die KTU heraus, dass Martin Landmann die Manipulation am Wagen seines Onkels durchgeführt hat. Durch einen unglücklichen Zufall bekommt Jan-Peter Landmann davon Kenntnis, was Martin in große Gefahr bringt. Lindholm kann eben noch einen Mordanschlag auf ihn vereiteln, gibt damit jedoch alle Trümpfe aus der Hand, da Landmann nun weiß, dass sie ihm auf der Spur ist. Auch ihren Vorgesetzten von Keller bringt die Kommissarin damit in eine unangenehme Situation, da Landmann auch jetzt wieder geschickt seinen Kopf aus der Schlinge zieht und Martin Landmann zu schwach ist, um seinem Onkel Paroli zu bieten.
Als Lindholm in der Vergangenheit Landmanns recherchiert, findet sie heraus, dass dessen Bruder, ebenfalls Teilhaber am Unternehmen, bei einem Autounfall während eines Urlaubs in Frankreich ums Leben gekommen ist. Die mysteriösen Umstände des Unfalls sind ungeklärt, was eine Beteiligung Landmanns vermuten lässt, um die alleinige Unternehmensführung zu erlangen. Als Clemens Müller bei ihr auftaucht und sich geständig zeigt, um sich reinzuwaschen, lässt sie sich darauf ein, sich von ihm die geheimen Labore auf Landmanns Werksgelände zeigen zu lassen, in denen Fleisch präpariert wird. Müller erzählt, dass Landmanns neue Fleischkonservierungsmethode illegal sei und Ebert dies herausgefunden habe. Durch diese Methode würden Fäulnisbakterien durch besondere Viren, sogenannte Bakteriophagen, abgetötet und das Fleisch dadurch länger haltbar gemacht. Der Einsatz der Bakteriophagen sei jedoch ebenfalls umstritten, doch die Risiken habe Landmann aus Profitgier auf sich genommen. Urplötzlich verlässt Müller den Raum, schließt die Tür und stellt die Sprühnebelanlage an, sodass Lindholm ungeschützt den tödlichen Viren ausgesetzt ist, was innerhalb von zwei Minuten zum Tod führen kann. Unter Aufbietung ihrer letzten Kräfte kann sie sich über ein Förderband ins Freie retten, wo sie auf der Straße zusammenbricht und von Bär aufgefunden wird.
Erst nach zwei Wochen erlangt Lindholm im Krankenhaus ihr Bewusstsein wieder. Von Kriminalrat von Keller erfährt sie, dass Landmann auch jetzt wieder alles so gedreht hat, dass ihm keine Schuld nachzuweisen ist. Angeblich habe Müller aus eigenem Antrieb gehandelt, und auch die Staatsanwaltschaft sieht den Fall als abgeschlossen an. Obwohl sie nun keinerlei Beweise für Landmanns Schuld in der Hand hat, möchte die Kommissarin das nicht hinnehmen und sucht Landmann in dessen Firma auf, doch er lässt sich verleugnen. Schon im Gehen begriffen, beobachtet sie einen Mann mit einem markanten Augenzwinkern, der Schweine durch ein Tor treibt. Der Film endet, als sie den Mann fragt, ob er Beno heiße.

## Produktion und Hintergrund
Die Drehzeit in Niedersachsen erstreckte sich über den Zeitraum 23. Juli bis 23. August 2014. Gedreht wurde in Regesbostel, in Buchholz in der Nordheide sowie zwischen Vechta und Cloppenburg. Der Film trug die Arbeitstitel: Allein unter Schweinen sowie Der gute Hirte. Der sanfte Tod wurde vorab am 3. Dezember 2014 in einem Hamburger Kino gezeigt.
In dieser Tatortfolge wird Privates der Kommissarin nur am Rande erwähnt. Charlotte hat keinen neuen Partner. Ihr Sohn David hat Geburtstag und von ihrer Mutter Annemarie muss sie sich sagen lassen, dass sie ihr Kind vernachlässige. Auf eine Bemerkung, die ein junges Mädchen auf Davids Geburtstagsfeier macht, dass es ihr nichts ausmachen würde, einen Schlachthof zu besuchen, ihr habe auch ein Besuch im Konzentrationslager nichts ausgemacht, reagiert Charlotte sehr ungehalten und schlägt wütend mit der Hand auf den Tisch.
Maria Furtwängler war von Bildern und Berichten, mit denen sie sich im Vorfeld zum Film beschäftigte, so geschockt, dass sie seither kaum noch Fleisch isst. Schön wäre es, wenn der Film „zum verstärkten Nachdenken über Billigfleisch“ anregen würde, meinte die Schauspielerin.
Auf die Frage, warum sie so lange eine Auszeit vom Tatort genommen habe, erwiderte Maria Furtwängler, dass sie die Rolle liebe und auf keinen Fall aus ihrem Leben streichen wolle. Allerdings empfinde sie auch eine gewisse Verantwortung für Charlotte Lindholm und fühle sich den Zuschauern verpflichtet, die diese Figur so sehr mögen würden. Da die Ergebnisse, etwas Humorvolles zu entwickeln, nicht zufriedenstellend gewesen seien, habe man sich entschlossen, die Figur ruhen zu lassen, bis ein geeigneter Stoff gefunden sei. Furtwängler ergänzte, dass es schon lange ihr Wunsch gewesen sei, einmal mit Alexander Adolph zusammenzuarbeiten, der für sie einer der besten deutschen Autoren sei. Sein Buch habe ihr sofort gefallen und die Dreharbeiten seien toll gewesen. Alexander Adolph inszeniere sehr genau, klug und fantasievoll und sei immer auf Reduktion und Verdichtung aus. Das komme ihr sehr entgegen.

## Rezeption

### Einschaltquote
Bei seiner Erstausstrahlung am 7. Dezember 2014 konnte Der sanfte Tod 10,19 Mio. Zuschauer an sich binden, was einem Marktanteil von 27,8 % entspricht.

### Kritik
Die Rheinische Post titelt: „Furtwänglers Comeback – saugut!“ Gesa Evers spricht von einem „starken Fall“ und befindet: „Die bisweilen etwas anstrengende Darstellung der schönen Super-Spürnase, die seit einigen Jahren auf Maria Furtwänglers Anregung auch alleinerziehende Mutter ist, hat mit dieser harten Episode ein vorläufiges Ende. Lindholm fällt auf falsche Fährten herein, sie heult, wird vorgeführt und muss sich von ihrer Mutter sagen lassen, dass sie ihren Sohn vernachlässigt.“
TV Spielfilm gibt für Humor, Anspruch und Action je einen von drei möglichen Punkten, für Spannung zwei und zeigt mit dem Daumen nach oben. Typisch niedersächsische Schrecknisse verwurste Drehbuchautor und Regisseur Alexander Adolph „zu einem Verschwörungskrimi mit skurrilem Witz und schnieker Optik“, befindet das Magazin und ergänzt, Bibiana Beglau amüsiere als leicht überforderte Landpolizistin. Fazit: „Ein sauspannendes Wurst-Case-Szenario“
Mike Powelz fasst für die Programmzeitschrift Hörzu sein Urteil folgendermaßen zusammen: „Nicht nur tödliche Chemikalien und die Tricks der Fleischlobby werden in diesem ‚Schweinekrimi‘ gekonnt illustriert. Auch die Themen Geschlechterkampf (Furtwängler versus Ferch) und Emanzipation bei der Polizei (Bibiana Beglau) stimmen nachdenklich. Rundum gelungen.“ Weiter heißt es, noch nie zuvor sei Lindholm „so zerbrechlich und so verletzlich“ gewesen. Hervorgehoben wird die Mitwirkung der für „extreme (Theater-)Rollen“ bekannten Schauspielerin Bibiana Beglau, deren nur einmaliger Auftritt bedauert wird. Für Humor wird ein Punkt, für Action und Gefühl jeweils zwei Punkte und für Spannung die Höchstwertung von drei Punkten gegeben. Gesamturteil: „Gelungen“.
Rainer Tittelbach von tittelbach.tv ist der Meinung, dass sich der Krimi „nach knalligem Beginn mit doppeltem Anschlag ganz im Spannungsfeld seiner Charaktere entwickel[e]“. Geschichte und Inszenierung seien dicht, Detail-Spannung triumphiere über Final-Spannung, es gäbe auflockernde Momente und die Gastrollen seien großartig besetzt. Tittelbach befindet, dass Heino Ferch in seiner Gastrolle geradezu „ein Glücksfall“ sei. Der Film erhielt 4,5 von 6 möglichen Sternen.
Die Programmzeitschrift Gong erklärte den Film zum „Topfilm der Woche“, sprach von einem geschickt konstruierten Fall um ein brisantes Thema, bei dem es zum Ende hin richtig zur Sache gehe und war der Ansicht, dass auch die Auflösung stimme und der Film sich zum Ende hin noch einmal steigere. Es wurden vier von sechs möglichen Punkten gegeben, was der Wertung „Gut“ entspricht.
Holger Gertz resümiert für die Süddeutsche Zeitung: „In ‚Der sanfte Tod‘ wimmelt es vor Schweinen, echten und Menschen, die sich wie ebensolche benehmen. Textlich ist der Film fein, inhaltlich jedoch wirkt so manches übertourt.“ Gertz erinnert an Alexander Adolphs Tatort Der tiefe Schlaf, Stichwort Gisbert, der ein Ereignis gewesen sei. Der sanfte Tod halte Anklänge daran bereit. „Wunderliche Musik. Schnell montierte Verhörszenen. Und den Sinn für behutsam eingepflegte Details: Bei Gisbert damals war ein Räuspern wichtig, ein kurzes Räuspern. Diesmal ist es ein Blick.“
Im Stern stellt der Redakteur Dieter Hoss den Film als TV-Tipp vor und meint, die Geschichte hätte das Potenzial für einen Thriller. Dass der Autor Alexander Adolph die Story lieber beiläufig erzähle, mache diesen Tatort nicht so spannend wie er vielleicht sein könnte, dafür sei er glaubwürdiger. So glaubwürdig, dass sich tatsächlich die Frage stelle, wie mächtig denn die echten Landmanns, die mächtigsten Industriellen unseres Landes im wahren Leben seien. Die Stärke des Films liege genau darin, dass die Kommissarin diesmal nicht zu Potte komme. Das Warten nach zwei Jahren Pause habe sich gelohnt.
Joachim Schmitz fasst für die Neue Osnabrücker Zeitung zusammen, dass Alexander Adolph einen „sonderbaren Krimi“ inszeniert habe. „Nicht besonders spannend, nicht sonderlich amüsant und am Ende für viele Zuschauer wohl eher irritierend als befriedigend.“ Wertung: 3 von 6 Sternen.
Auch Swantje Karich von der Frankfurter Allgemeinen kann dieser Tatort-Folge nichts abgewinnen, sie spricht von einer „biederen“ Charlotte Lindholm und von bisher glatt erzählten Tatorten aus Hannover, von ermüdenden Motiven hinsichtlich privater Probleme der Kommissarin und führt zum Schluss aus: „Nebenrollen nerven, die Kommissare straucheln. Doch beim ‚sanften Tod‘ dreht sich das Spiel: Charlotte Lindholm nervt sich und alle anderen. Man meint, Maria Furtwängler hätte nach diesem Dreh sofort die Kündigung eingereicht.“

## Bakteriophagen
Bakteriophagen greifen ausschließlich Bakterienzellen an. Insofern ist der Plot fehlerhaft: Charlotte Lindholm hätte von dem Sprühnebel der Bakteriophagen nichts zu befürchten.